# Gala (альбом)
Gala — сборник британской инди-рок группы Lush из Лондона. Он был выпущен 13 ноября 1990 года на лейбле 4AD Records.
Gala компилирует первые три EP группы и добавляет пару ауттейков.

## История
Gala был составлен звукозаписывающим лейблом Lush 4AD Records как знакомство с рынками США и Японии. В альбом вошли дебютный мини-альбом группы Scar (1989) и мини-альбомы Mad Love и Sweetness and Light (1990) в обратном хронологическом порядке. Была включена кавер-версия песни ABBA 1975 года «Hey Hey Helen», которая была записана для заброшенного сборника, посвященного борьбе с налогами на выборы, а также перезапись песни «Scarlet» с Scar, которая ранее была выпущена 2 в марте 1990 года на альбоме-компиляции Gigantic! 2 журнала Melody Maker.
В 2016 году Pitchfork поставил альбом на 8-е место в своем списке «50 лучших Шугейз-альбомов всех времен» (The 50 Best Shoegaze Albums of All Time).

## Отзывы
| Оценки критиков | Оценки критиков |
| Источник        | Оценка          |
| --------------- | --------------- |
| AllMusic        | [ 1 ]           |
| Chicago Tribune | [ 5 ]           |
| NME             | 8/10            |
| Pitchfork       | 8.5/10          |
| Q               | [ 7 ]           |
| Select          | 4/5             |
| Vox             | 9/10            |

Альбом получил положительные отзывы от музыкальных критиков. Критик AllMusic Энди Келлман оценил альбом на 4 из 5 и отметил, что «Одна вещь, которую не замечали в Lush, — это их способность переходить от яростных и раздражающих шумовых разрывов к поп-шипучей музыке. Они всегда были способны извергать из себя субботнее утреннее сияние и воскресную вечернюю обречённость от песни к песне. Их раннее увлечение дисторшном, зарытым вокалом и проблемами с продюсированием не способствовало этому. В результате, их сырой талант остался незамеченным, о чем свидетельствуют их самые ранние работы». Келлман отметил, что материал Gala оказал прямое влияние на группу Chapterhouse, и (хотя он раскритиковал продюсирование треков с Mad Love и Sweetness and Light) пришел к выводу, что Gala был «одним из самых ярких моментов в карьере группы».
Автор NME Терри Стонтон оценил альбом в 8 баллов из 10 и сказал, что Gala — это сборник «двух славных лет» Lush и «восхитительный старт» для группы, добавив: «Когда первые запасы закончатся, Gala уберут в импортных магазинах, поскольку это, несомненно, один из дюжины (возможно, меньше) альбомов этого года, которым должен владеть каждый». Грэм Линехан, написавший рецензию для Select, назвал Gala «захватывающим» в своей рецензии из 4 из 5. Он сказал, что «удивительно то, как идеально сочетаются EP, из которых состоит альбом», и предположил, что «сначала все это может показаться немного богатым, немного слишком сладким для одного длинного глотка… но дайте ему немного перевести дух, и станет ясно, что игровой план Lush включает в себя гораздо больше, чем повторение шагов таких групп, как Cocteau Twins и My Bloody Valentine».
В 2016 году Pitchfork поставил альбом на 8-е место в своем списке «50 лучших Шугейз-альбомов всех времен» (The 50 Best Shoegaze Albums of All Time).

## Список композиций
| №                   | Название                                             | Автор(ы)                      | Длительность |
| ------------------- | ---------------------------------------------------- | ----------------------------- | ------------ |
| 1.                  | «Sweetness and Light» (из Sweetness and Light, 1990) | Emma Anderson                 | 5:19         |
| 2.                  | «Sunbathing» (из Sweetness and Light, 1990)          | Anderson                      | 3:09         |
| 3.                  | «Breeze» (из Sweetness and Light, 1990)              | Anderson Miki Berenyi         | 2:48         |
| 4.                  | «De-Luxe» (из Mad Love, 1990)                        | Anderson                      | 3:31         |
| 5.                  | «Leaves Me Cold» (из Mad Love, 1990)                 | Berenyi                       | 2:56         |
| 6.                  | «Downer» (из Mad Love, 1990)                         | Anderson                      | 2:41         |
| 7.                  | «Thoughtforms» (Вторая версия; из Mad Love, 1990)    | Anderson                      | 2:45         |
| 8.                  | «Baby Talk» (из Scar, 1989)                          | Berenyi                       | 2:18         |
| 9.                  | «Thoughtforms» (из Scar, 1989)                       | Anderson                      | 2:45         |
| 10.                 | «Scarlet» (из Scar, 1989)                            | Anderson Berenyi              | 3:27         |
| 11.                 | «Bitter» (из Scar, 1989)                             | Berenyi                       | 2:02         |
| 12.                 | «Second Sight» (из Scar, 1989)                       | Berenyi                       | 2:40         |
| 13.                 | «Etheriel» (из Scar, 1989)                           | Anderson Berenyi              | 3:25         |
| 14.                 | «Hey Hey Helen» (ABBA cover, 1990)                   | Benny Andersson Björn Ulvaeus | 2:29         |
| 15.                 | «Scarlet» (Longer version, 1990)                     | Anderson Berenyi              | 3:55         |
| Общая длительность: | Общая длительность:                                  | Общая длительность:           | 46:14        |